# 奧別利尼齊亞
49°19′1″N 24°37′39″E / 49.31694°N 24.62750°E
奧別利尼齊亞（烏克蘭語：Обельниця），是烏克蘭西部的村莊，隸屬伊萬諾-弗蘭科夫斯克州的伊萬諾-弗蘭科夫斯克區。該村始建於1939年，面積5.69平方公里，2001年人口466，人口密度每平方公里81.9人。